# João Escilitzes
João Escilitzes (em grego: Ἰωάννης Σκυλίτζης; romaniz.: Ioannes Skylitzes/Skyllitzēs/Skylitsēs; em latim: Ioannes Scylitzes) foi um historiador bizantino do final do século XI. Ele nasceu no início dos anos 1040 e morreu depois de 1101.

## Vida e obras

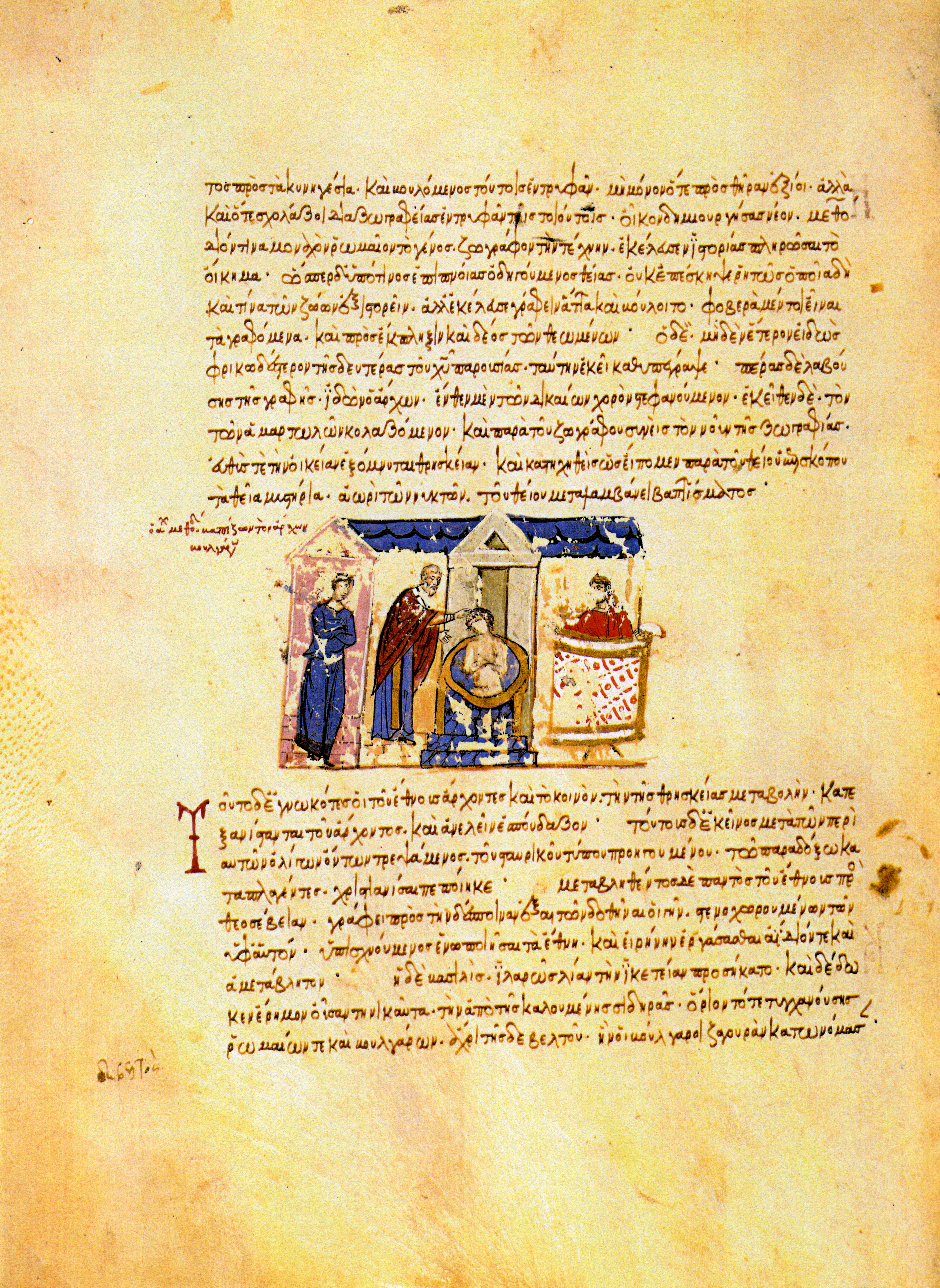
Batismo do cã da Bulgária Bóris I.
Da Crônica de João Escilitzes, no manuscrito conhecido como "Escilitzes de Madrid".

Muito pouco se sabe sobre a sua vida. O título de sua obra o descreve como sendo um curopalata e um antigo drungário de Vigla, de onde ele é, por vezes, identificado com um certo João Tracésio.
Sua obra-prima é a Sinopse das Histórias (em grego: Σύνοψις Ἱστοριῶν), que cobre os reinados dos imperadores a partir da morte de Nicéforo I, o Logóteta em 811 até a deposição de Miguel VI, o Estratiótico em 1057. Ele continua a crônica de Teófanes, o Confessor e, por isso, é por vezes chamado de "Continuado" (Continuatus). Por sua vez, há uma continuação de sua obra, conhecida como Escilitzes Continuado (Scylitzes Continuatus), cobrindo de 1057 até 1079. Alguns historiadores acreditam que ela pode ter sido escrita pelo próprio João.

## Escilitzes de Madri
O mais famoso manuscrito da Sinopse foi produzido na Sicília, no século XII, e está atualmente na Biblioteca Nacional de España, em Madri, e é, por isso, conhecido como "Escilitzes de Madri". Ele contém 574 miniaturas, com outras 100 perdidas, e é a única crônica bizantina em grego sobrevivente e, por isso, uma fonte insubstituível para a correta representação do império à época. Com a denominação "MS Graecus Vitr. 26-2", o manuscrito é amplamente conhecido como Escilitzes de Madrid, Códex Grego Matritense de João Escilitzes (Codex Græcus Matritensis Ioannis Skyllitzes) ou Escilitzes Matritense (Skyllitzes Matritensis). Não se sabe se as imagens são originais ou cópias de iluminuras de manuscritos mais antigos.